# Demonax chapaensis
Demonax chapaensis là một loài bọ cánh cứng trong họ Cerambycidae.